# Mary Stone McDowell
Mary Stone McDowell (New York, 22 marzo 1876 – Brooklyn, 6 dicembre 1955) è stata un'insegnante e educatrice statunitense, famosa per essersi opposta, in un celebre caso, a far finanziare ai suoi studenti con i Liberty bond le spese militari per la partecipazione statunitense alla prima guerra mondiale.

## Biografia
Quacchera (per diritto di nascita era componente della Società degli Amici), dopo essersi laureata nel 1896 allo Swarthmore College, conseguì un master in lingue e pedagogia classica. Fu insegnante di latino ed educatrice dal 1900 presso la Brooklyn Technical High School, distinguendosi positivamente nelle valutazioni dagli amministratori della scuola.
Allo scoppio della prima guerra mondiale, venne accusata di essersi rifiutata ripetutamente di prendere parte al lavoro della Croce Rossa Internazionale e alle vendite, presso i suoi studenti, della "Thrift Stamps", una versione per ragazzi della Liberty bond. Confermò il suo diniego anche davanti alle udienze dell'amministrazione scolastica, divenendo obiettrice di coscienza e diventando ben presto un caso.
Il 19 giugno 1918, dopo alcune deliberazioni, la McDowell venne licenziata in tronco con voto unanime; lei fu una dei molti insegnanti che vennero licenziati con motivi simili, ma suscitò scalpore la sua decisione di impugnare il licenziamento davanti alla Corte Suprema dello Stato di New York, che però rigettò le sue argomentazioni, secondo cui era stata ingiustamente licenziata soltanto per le sue convinzioni religiose, e anche il Commissario statale per l'Istruzione si rifiutò di revocare il provvedimento.
Il caso divenne di livello nazionale con un duro editoriale del New York Times, dove il caso McDowell era una dimostrazione che i quaccheri e i pacifisti non dovevano avere l'autorizzazione a insegnare ai ragazzi:
La McDowell intraprese una dura battaglia legale per la riammissione all'insegnamento, e nei cinque anni seguenti il dibattito presso l'opinione pubblica raggiunse livelli di isteria collettiva. Dopo aver vinto la causa, nel luglio del 1923 lo stesso consiglio scolastico che la licenziò decise di riammetterla ufficialmente all'insegnamento. Continuò ad insegnare sino al 1931, dopo la sua reintegrazione.
In seguito lavorò con la Fellowship of Reconciliation e la War Resisters League. Negli anni precedenti la seconda guerra mondiale ha contribuito a fondare dapprima la Pacifist Teachers League e, in seguito la Peacemakers, un gruppo che promuoveva la resistenza alle tasse di guerra. Morì nel dicembre del 1955, all'età di 79 anni; venne sepolta nel Friends Quaker Cemetery di Brooklyn. A Brooklyn un istituto venne nominato "Mary McDowell Friends School" in suo onore.
Nel 1964, la sua storia venne rievocata nel secondo episodio della serie televisiva statunitense Profiles in Courage, dove la McDowell venne impersonata da Rosemary Harris.